# ووشهایم
ووشهایم (به آلمانی: Wüschheim) یک شهر در آلمان است که در راین-هونسروک واقع شده‌است. ووشهایم ۳۳۳ نفر جمعیت دارد.